# ماتي فرانكو
ماتي فرانكو هو لاعب كرة قدم سلوفاكي، ولد في 14 فبراير 2001 في غالنتا في سلوفاكيا.

## وصلات خارجية
- ماتي فرانكو على موقع قاعدة بيانات كرة القدم.إي يو (الإنجليزية)
- ماتي فرانكو على موقع Soccerway.com (الإنجليزية)